# Памятники Краматорска

## Памятник Гражданской войны
- Братская могила участников Русско-японской и Гражданской войн, 23 февраля 1978 — Петровка, ул. Олексы Тихого. Скульптор И. И. Базилевский, архитектор В. Е. Роговец, автор Н. И. Древетняк, И. И. Базилевский. Высота 6 м.

## Памятники, связанные со Второй Мировой войной
- — Могилы освобождавших город: Героя Советского Союза Е. П. Лысенка (обелиск 8 м), 1947; старшего лейтенанта И. Ф. Сохрякова, 1985, высота 5 м, автор И. И. Базилевский (первый памятник 1953 г. был расположен на месте Сбербанка, новый перенесён в 1993); полковника, комбрига А. Г. Бугаёва, 1947, высота 8,5 м. Все три обелиска реконструированы в 2015 — Старый город, сквер Героев
- 1947, заменён в 1995 — Братская могила 60 красноармейцев-освободителей города — Весёлый, ул. Кошевого, во дворе 18-й школы (автор И. И. Базилевский)
- 1948 (реконструирован в 1985) — Братская могила 306 красноармейцев, погибших в боях за Краматорск — ул. Танкистов, Артёмовское кладбище.
- 1952 — Братская могила советских лётчиков и памятник Герою Советского Союза ст. лейтенанту М. И. Боброву — ул. Танкистов, Артёмовское кладбище
- 1958, автор С. Масюра (первый памятник 1947, реконструкции 1970 и 1980) — Братская могила красноармейцев — ул. Олексы Тихого на продолжении проспекта Мира
- 9 мая 1959, стела с 1985 (автор И. И. Базилевский) — братская могила красноармейцев — Шабельковка, во дворе 32-й школы
- 1961 — Братская могила красноармейцев, павших в боях за город в 1942—1943 — Старая Красногорка, ул. Киевская и Красногорская
- 23 мая 1966 — Обелиск в память девяти погибшим сотрудникам — ТЭЦ (автор И. И. Базилевский)
- 4 ноября 1967 — Мемориал погибшим заводчанам — СКМЗ, автор Б. К. Романов
- 21 ноября 1967 — Мемориал Славы в честь Красной Армии с вечным огнём — ул. Героев Украины, скульпторы А. Гулбис, З. Звара, Ю. Мауриньш. Реконструирован в 1973, 1987 и 2005. Высота постамента 4 м, скульптуры — 7 м.
- 26 сентября 1968 — Жертвам фашизма — подножье Меловой горы, пер. Пестеля, автор Л. Солопеев. Высота 12 м. Реконструирован в 1985.
- 1970, Воинам-заводчанам — перед проходными КЗТС, автор И. П. Ничеухин, скульптор Н. Баранов. Установлен на месте обелиска, открытого 8 мая 1967.
- 8 мая 1970 — Погибшим новокраматорцам с вечным огнём (зажжён в 1980-х) — НКМЗ, автор В. П. Лобко[1].
- 7 сентября 1973 — Братская могила партизан Гражданской войны и советских воинов — Красноторка, ул. Белгородская, возле поссовета (автор Н. И. Древетняк, В. Н. Белокуров, скульптор И. И. Базилевский)[2]
- 8 сентября 1973 — Могила Т. Ж. Кашабаева и памятник воинам-землякам. Высота 5 м, автор В. Косенко — совхоз Ясногоровский, ул. Баженова
- 8 сентября 1973 (30-летие освобождения города) — Самолёт МиГ-17ПФ — ул. Парковая и Ярослава Мудрого, перед домом пионеров, архитектор В. Е. Роговец (ГАП краматорского отдела «Донбассгражданпроекта»)
- 9 мая 1974 — Пушка от воинов-освободителей Новоград-Волынского танкового полка — ул. Дружбы и Героев Украины, архитектор В. Е. Роговец (ГАП Краматорского отдела «Донбассгражданпроекта»)[3]
- 7 мая 1975 — Освободителям города: Воинам 3-го танкового корпуса, 59-й Гвардейской стрелковой дивизии, 5-й Гвардейской отдельной мотострелковой бригады, 243-го отдельного танкового полка. Танк Т-34 — ул. Дружбы, напротив входа в парк Пушкина, архитектор В. Е. Роговец (ГАП Краматорского отдела «Донбассгражданпроекта»)
- Воинам-землякам, 1975, отремонтирован в 1989 — Беленькая, перед зданием поссовета, автор И. П. Ничеухин
- стела перед городским музеем — ул. Академическая
- Воинам-землякам, 1985 — Новосёловка, ул. Молодёжная, автор И. И. Базилевский
- Две братские могилы красноармейцев, 1985 — Шабельковка, старое кладбище по ул. Политаева, автор И. И. Базилевский
- Братская могила советских воинов и воинов-земляков, 1947, разрушена и перестроена в 1998 — Семёновка, ул. Кооперативная, 8
- Памятник в Цементном заводе.

## Памятники, связанные сРоссийско-украинской войной
- 5 июля 2015 — памятник-мемориал погибшим участникам АТО Александру Серебрякову и Роману Менделю — между Славянском и Краматорском
- 20 декабря 2018 — памятник защитникам Украины — улица Дмитрия Мазура.
- 14 октября 2020 — памятник десантникам, сквер Славы.
- 10 декабря 2021 — Степану Чубенко — возле стадиона «Прапор» футбольной команды Степана «Авангард», скульптор И. Нестеренко.

## Памятники известным людям, связанным с Краматорском
- Ноябрь 1946 — С. Орджоникидзе — СКМЗ, архитектор А. И. Менделевич и скульптор А. А. Тиц.
- С. Орджоникидзе — НКМЗ, скульптор В. Г. Наседкин. Памятник менялся.
- Бюст С. Орджоникидзе — Малотарановка, перед клубом.
- 11 апреля 2002 — Л. Ф. Быкову — перед Дворцом культуры им. Леонида Быкова, скульптор С. Гонтарь, архитектор А. Бучек. Был случайно разбит 16 сентября 2018 года[4].

## Памятники прочим известным людям
- 27 сентября 2008 — Т. Г. Шевченко — пл. Мира, скульптор И. И. Базилевский
- 16 мая 2015 — памятник Марии Примаченко — перед центральной городской библиотекой, скульптор В. Гутыря
- 24 августа 2015 — памятник Козаку Мамаю — сквер им. Т. Г. Шевченко, скульптор В. Гутыря
- 24 августа 2020 — скульптурная композиция «рождённые в Украине»: памятник Казимиру Малевичу, Давиду Бурлюку, Александру Архипенко и Михаилу Бойчуку — сквер «Лабиринт», скульптор В. Гутыря
- 14 июля 2021 — памятник Василию Стусу, бульвар по улице Стуса, скульптор В. Гутыря
- 1 сентября 2021 — памятник Василию Стусу, школа № 8 имени Стуса, скульптор В. Гутыря

## Другие памятники
- 1968 — Обелиск 100-летия города — Старый город, сквер Героев
- 9 мая 1998 — Погибшим воинам-интернационалистам («афганцам») — пр. Мира, скульптор В. Гутыря.
- 11 июня 2004 — Погибшим воинам-интернационалистам («афганцам»), ученикам ПТУ № 14 — двор училища, ул. Героев Украины, автор М. Куприков
- Паровоз-памятник 9П-337 — железнодорожникам металлургического завода. Перенесён с территории завода и открыт вновь на привокзальной площади 4 ноября 2021.
- 13 ноября 2020 — памятник чернобыльцам, сквер Славы, скульптор И. Нестеренко

## Разрушенные и демонтировнные памятники
- памятник погибшим пленным австрийским и немецким солдатам (1917) — район Доменных.
- В. И. Ленину (конец 1930-х — 1941, скульптор В. Г. Наседкин) — перед Дворцом Ленина[5]
- В. И. Ленину — в парке Ленина
- В. И. Ленину — перед КЗТС[6]
- бюст И. В. Сталина — перед главной проходной НКМЗ[7].
- памятник Ленину и Сталину — парк Пушкина.
- аллея бюстов известных деятелей — парк Ленина.
- бюсты В. И. Ленина[8] и И. В. Сталина (1946) — СКМЗ.
- 7 ноября 1957 — 13 мая 2010, С. Орджоникидзе — Новый Свет, пересечение ул. Олексы Тихого и Центральной, скульптор Б. Кратко.
- В. Я. Чубарю, 29 апреля 1970 — сквер перед КЗТС, скульптор Н. Баранов. Демонтирован в 2014 году
- 21 апреля 1970 — В. И. Ленину — пл. Мира (скульптор В. М. Костин, архитекторы Н. К. Яковлев и П. И. Вигдергауз. Демонтирован 17 апреля 2015[9]
- 7 ноября 1957 — В. И. Ленину — перед Дворцом культуры им. Леонида Быкова, типовой проект привезён из г. Мытищи. Демонтирован 22 апреля 2015
- Н. А. Островскому, сентябрь 1949 — пересечение улиц Коммерческой и Большой Садовой, демонтирован 21 января 2016 года
- В. В. Куйбышеву, 20 июля 1963 — перед заводоуправлением металлургического завода, скульптор А. Неверов. Демонтирован в 2015
- 1984 — В. И. Ленину — НКМЗ. Демонтирован в июне 2022.
- А. С. Пушкину — вход в парк Пушкина с ул. Дружбы (скульптор А. Н. Нетяженко). Демонтирован 30 декабря 2022